# Coniophora (schimmelgeslacht)
Coniophora is een geslacht van schimmels behorend tot de familie Coniophoraceae. De typesoort is Coniophora membranacea.

## Soorten
Volgens Index Fungorum bevat het geslacht 53 soorten (peildatum oktober 2020):
| Soortnaam                                       | Auteur(s)                           | Publicatiejaar |
| ----------------------------------------------- | ----------------------------------- | -------------- |
| Coniophora albo-olivacea                        | Rick                                | 1959           |
| Coniophora alboviolacea                         | Rick                                | 1959           |
| Coniophora arachnoidea                          | Pat.                                | 1912           |
| Coniophora arida (Dunne kelderzwam)             | (Fr.) P. Karst.                     | 1868           |
| Coniophora aurea                                | (Fr.) Massee                        | 1889           |
| Coniophora avellanea                            | Burt                                | 1917           |
| Coniophora bimacrospora                         | Decock, Bitew & G. Castillo         | 2004           |
| Coniophora broomeana                            | Massee                              | 1889           |
| Coniophora bufonia                              | (Pers.) Weinm.                      | 1828           |
| Coniophora capnoides                            | Ellis & Everh.                      | 1894           |
| Coniophora centrifuga                           | (Weinm.) Fr.                        | 1882           |
| Coniophora conspersa                            | (Fr.) Sacc.                         | 1888           |
| Coniophora cordensis                            | S.S. Rattan                         | 1977           |
| Coniophora cystidiophora                        | Falck                               | 1909           |
| Coniophora deflectens                           | (Bres. & Syd.) Parmasto             | 2005           |
| Coniophora dimitica                             | G. Cunn.                            | 1957           |
| Coniophora ditissima                            | Ellis & Everh.                      | 1887           |
| Coniophora elegans                              | Höhn.                               | 1919           |
| Coniophora eremophila                           | Lindsey & Gilb.                     | 1975           |
| Coniophora fodinarum                            | P.H.B. Talbot                       | 1951           |
| Coniophora foetida                              | (Ehrenb.) Pers.                     | 1822           |
| Coniophora fuscata                              | Bres. & Torrend                     | 1913           |
| Coniophora fusispora (Spoelsporige kelderzwam)  | (Cooke & Ellis) Cooke               | 1888           |
| Coniophora hanoiensis (Stomprandige kelderzwam) | Pat.                                | 1907           |
| Coniophora harperi                              | Burt                                | 1917           |
| Coniophora indica                               | Massee                              | 1889           |
| Coniophora janthinospora                        | (Pat.) Sacc. & Traverso             | 1910           |
| Coniophora karstenii                            | Massee                              | 1889           |
| Coniophora kauaiensis                           | Gilb. & Hemmes                      | 1997           |
| Coniophora ladoi                                | Tellería                            | 1991           |
| Coniophora lateritia                            | Speg.                               | 1918           |
| Coniophora lichenoides                          | Massee                              | 1889           |
| Coniophora marginata                            | (Alb. & Schwein.) J. Schröt.        | 1888           |
| Coniophora marmorata                            | Desm.                               | 1823           |
| Coniophora merulioides                          | Falck                               | 1909           |
| Coniophora minor                                | G. Cunn.                            | 1957           |
| Coniophora mollis                               | Ginns                               | 1982           |
| Coniophora olivacea (Harige kelderzwam)         | (Fr.) P. Karst.                     | 1882           |
| Coniophora opuntiae                             | Tellería                            | 1984           |
| Coniophora ozonioides                           | (Lib.) Sacc.                        | 1888           |
| Coniophora papillosa                            | P.H.B. Talbot                       | 1948           |
| Coniophora peroxydata                           | (Berk. & Broome) Massee             | 1889           |
| Coniophora prasinoides                          | (Bourdot & Galzin) Bourdot & Galzin | 1928           |
| Coniophora puteana (Dikke kelderzwam)           | (Schumach.) P. Karst.               | 1868           |
| Coniophora reticulata                           | (Fr.) P. Karst.                     | 1882           |
| Coniophora sibirica                             | Burt                                | 1931           |
| Coniophora stabularis                           | (Fr.) P. Karst.                     | 1888           |
| Coniophora stratalis                            | Massee                              | 1889           |
| Coniophora subcinnamomea                        | P. Karst.                           | 1889           |
| Coniophora submembranacea                       | (Berk. & Broome) Cooke              | 1888           |
| Coniophora tristis                              | (Berk. & M.A. Curtis) Speg.         | 1898           |